# Sunnyland Slim

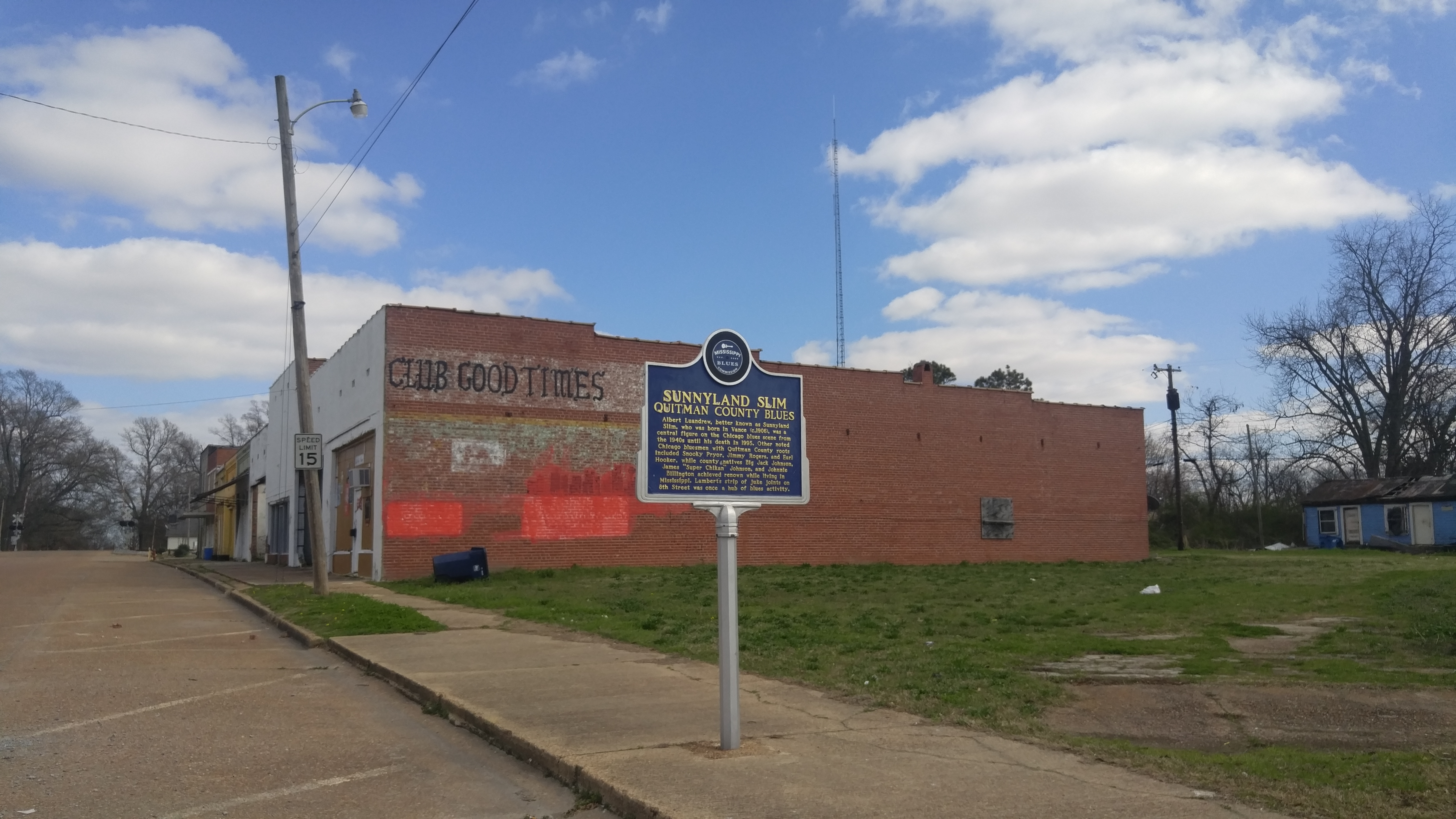
Minnestavla över Sunnyland Slim på Mississippi Blues Trail placerad i Lambert, Mississippi.

Albert Luandrew, född den 5 september 1906 i Quitman county nära Vance, Mississippi, död den 17 mars 1995 i Chicago var en amerikansk bluespianist och -sångare känd som Sunnyland Slim.
Albert Luandrew föddes på en farm och fick sin tidiga musikaliska träning på en tramporgel. Han rymde hemifrån i de tidiga tonåren och 1925 flyttade han till Memphis, Tennessee där han spelade med bland andra Little Brother Montgomery och Ma Rainey. Hans artistnamn kom från en av hans mest populära låtar, Sunnyland Train, som handlar om ett tåg som kör ihjäl folk på linjen mellan St. Louis och Memphis, medan "Slim" troligen kom från hans långa, och på den tiden gängliga, kroppsbyggnad.
1939 flyttade Slim till Chicago där han startade som frilanspianist och som sådan spelade han ett tag för John Lee Williamson och Big Bill Broonzy. Han var sedan i flera år Peter "Doctor" Claytons pianist och när Slim gjorde egen skivdebut, efter Claytons död 1947, lanserade RCA Victor honom under namnet "Doctor Clayton's Buddy". Vid denna tid släppte det kortlivade skivbolaget Opera Records en singel med Slim under namnet "Delta Joe", medan en inspelning på Aristocrat gavs ut som "Sunny Land Slim with Muddy Water" [Sic!]. Muddy Waters lärde känna Sunnyland Slim när han (Waters) kom till Chicago och introducerades i skivbranschen av Slim, så den sistnämnda inspelningen torde vara första gången Muddy Waters nämndes på en skivetikett eftersom Waters eget debutalbum gavs ut något senare (och de två inspelningar han varit med på innan dess hade båda "hamnat på hyllan").
Under 1950-talet spelade Sunnyland Slim in en singel då och då under eget namn - vanligtvis på något småbolag (han kom inte överens med Chess) och sällan på samma bolag två gånger i rad (1973 startade han ett eget bolag Airways Records). Han fick dock aldrig någon egen hit, men var flitigt anlitad som studiomusiker och han uppskattas ha deltagit i "hundratals inspelningar" (ett skäl till han inte nådde lika stora framgångar som Muddy Waters och många andra har ansetts bero på han höll kvar vid deltabluesens musikstil och inte anpassade sig i samma mån till förändringarna, men det var ju också så att gitarrister och munspelare var de som uppmärksammades mest, medan pianister, basister, trummisar etcetera tillhörde bakgrundskompet). Slim uppträdde flitigt på klubbarna i Chicagos South Side och spelade tillsammans med musiker som  Lonnie Johnson, Hubert Sumlin, Robert Lockwood Jr., Little Walter, King Curtis och Big Walter Horton. När bluesen fick ett uppsving på 1960-talet åkte Slim på turnéer i Nordamerika och besökte även Europa (som turnéerna "American Folk Blues Festival"/""Big City Blues Tour" 1964 och "Chicago All Stars" 1968 i vilka Slim deltog tillsammans med andra musiker). Han gjorde sin sista inspelning i Washington D.C. den 13 oktober 1987 (live på Washington D.C. Blues Society), men fortsatte att spela regelbundet i Chicago, speciellt på klubben B.L.U.E.S. där han uppträdde varje söndag fram till strax före sin död.
1991 föll han från scenen och bröt höften, han återhämtade sig dock efter operationer och en tid på kryckor, men efter att ha halkat på en isfläck efter sin föreställning den 20 januari 1995 återhämtade sig  den 88-årige Sunnyland Slim inte och han lades in på sjukhus den 20 februari, där han dog av njursvikt den 17 mars. Albert "Sunnyland Slim" Luandrew är begravd på Mount Vernon Memorial Estates, Lemont, Illinois.
Sunnyland Slim tilldelades staden Chicagos förtjänstmedalj ("Medal of Merit") 1987 och National Heritage Fellowship 1988 samt valdes in i Blues Hall of Fame 1991.

## Diskografi

### Singlar

#### Som Doctor Clayton's Buddy
Inspelade i december 1947, utgivna under 1948.
- Illinois Central / Sweet Lucy Blues
- Across The Hall Blues / Broke And Hungry
- Farewell Little Girl / Walking With The Blues
- Nappy Head Woman / No Whiskey Blues

#### Som Delta Joe
- Roll, Tumble And Slip / Train Time (1948), återutgiven[8] 1952 som
  - I Cried / 4 O'Clock Blues

#### Som Sunnyland Slim
- Johnson Machine Gun / Fly Right Little Girl (1948 - Sunny Land Slim With Muddy Water)
- Gypsy Woman / Little Anna Mae (1948 - Muddy Water with Sunny Land Slim)
- She Ain't Nowhere / My Baby, My Baby (1948 - Sunnyland Slim with Muddy Waters)
- So Nice And Kind / Florida Hurricane (1949 - St. Louis Jimmy, Muddy Waters And His Blues Combo with Sunnyland Slim)
- Jivin' Boogie / Brown Skin Woman (1948)
- Miss Bessie Mae / The Devil Is A Busy Man (1948)
- My Heavy Load / Keep Your Hands Out Of My Money (1948)
- Shake It Baby (okänt utgivningsår - andra sidan på singeln är en inspelning av Nature Boy Brown)
- Bad Times / I’m Just A Lonesome Man (1950)
- Ain't Nothing But A Child / Brown Skin Woman (1952)
- Hit The Road Again / Gin Drinkin' Baby (1952)
- Going Back To Memphis / Devil Is A Busy Man (1954)
- Shake It Baby / Bassology (1954)
- Be Mine Alone / Sad And Lonesome (1956)
- It's You Baby / Highway 61 (1957)
- Worried About My Baby / Drinking And Clowning (1960)
- Baby How Long / It's You Baby (1961)
- She's Got A Thing Goin On / My Past Life (1968)
- Tired But I Can't Get Started / Shake It Baby (1981)
- Be Careful How You Vote / My Past Life (1983)
- Got A Thing Going On / See My Lawyer (okänt utgivningsår)
- Got To Get To My Baby / Every Time I Get To Drinking (okänt utgivningsår)
- Hard Times / School Days (okänt utgivningsår)

### Album
Utgivna under Sunnyland Slims levnad (ett antal samlingsalbum har givits ut efter hans död):
- Slim's Shout (1961)
- Chicago Blues Session (1963 - Sunnyland Slim And Little Brother Montgomery)
- American Folk Blues (1965 - Hubert Sumlin, Clifton James, Willie Dixon, Sunnyland Slim)
- Portraits In Blues Vol. 8 - Sunnyland Slim (1965)
- Slim's Got His Thing Goin' On (1969)
- Hawk Squat (1969 - J.B. Hutto & His Hawks With Sunnyland Slim)
- Midnight Jump (1969)
- Loaded with the Blues (1969 - Chicago All Stars: Sunnyland Slim, Big Walter Horton, Johnny Shines och Clifton James)
- Sad And Lonesome (1972)
- Sunnyland Slim Plays The Rag Time Blues (1973)
- The Legacy Of The Blues Vol. 11 - Sunnyland Slim (1974)
- She Got That Jive (1974)
- Worried About My Baby (1974)
- Depression Blues (1975)
- Live in Europe (1975)
- Long Tall Daddy (1976)
- Sunnyland Slim's Blues Jam With Delta Blues Band (1976)
- The Blues Wailed in Berkeley (1976)
- Smile on my Face (1977)
- Rocking My Blues Away (1978 - Sunnyland Slim & Big Time Sarah)
- Decoration Day (1980 - Sunnyland Slim Blues Band; med bland andra Hubert Sumlin och Carey Bell)
- Old Friends Together For The First Time (1981 - Honeyboy Edwards, Sunnyland Slim, Walter Horton, Kansas City Red, Floyd Jones)
- Just You And Me (1981)
- Sunnyland Train (1983)
- Travelin' (1984)
- Be Careful How You Vote (1989)
- Live At The D.C. Blues Society (1990)

#### MedPeps Persson
Sunnyland Slim (tillsammans med Carey Bell) spelade med Peps Persson på dennes The Week Peps Came to Chicago (1972 - en av fyra sidor på dubbel-LP)